# Jeff Louis
Jeff Louis (Puerto Príncipe, Haití, 8 de agosto de 1992) es un futbolista haitiano que se desempeña como centrocampista.

## Selección nacional
Ha sido internacional en categorías inferiores de la selección de Haití, hasta que el 11 de noviembre de 2011 debutara con la absoluta en el marco de las eliminatorias al Mundial de 2014 contra Antigua y Barbuda. También participó en la Copa de Oro 2013 donde disputó los tres juegos de su selección (eliminada en primera fase). Hasta la fecha ha sido internacional en 13 oportunidades.

## Clubes
| Club                  | País    | Temporada             | Partidos | Goles |
| --------------------- | ------- | --------------------- | -------- | ----- |
| A.S. Mirebalais*      | Haití   | 2009                  | -        | -     |
| Le Mans B**           | Francia | 2010-2011 / 2011-2012 | 19       | 1     |
| Le Mans FC            | Francia | 2010-2011 / 2011-2012 | 32       | 2     |
| AS Nancy-Lorraine B** | Francia | 2012-2013             | 9        | 3     |
| AS Nancy-Lorraine     | Francia | 2012-2014             | 43       | 12    |
| Standard Liège        | Bélgica | 2014-2015             | 27       | 3     |
| SM Caen               | Francia | 2015-2018             | 36       | 4     |
| US Quevilly (cedido)  | Francia | 2018                  | 11       | 2     |

(*) centro de formación.

(**) equipos reserva.